# Еловка (Прибайкальский район)

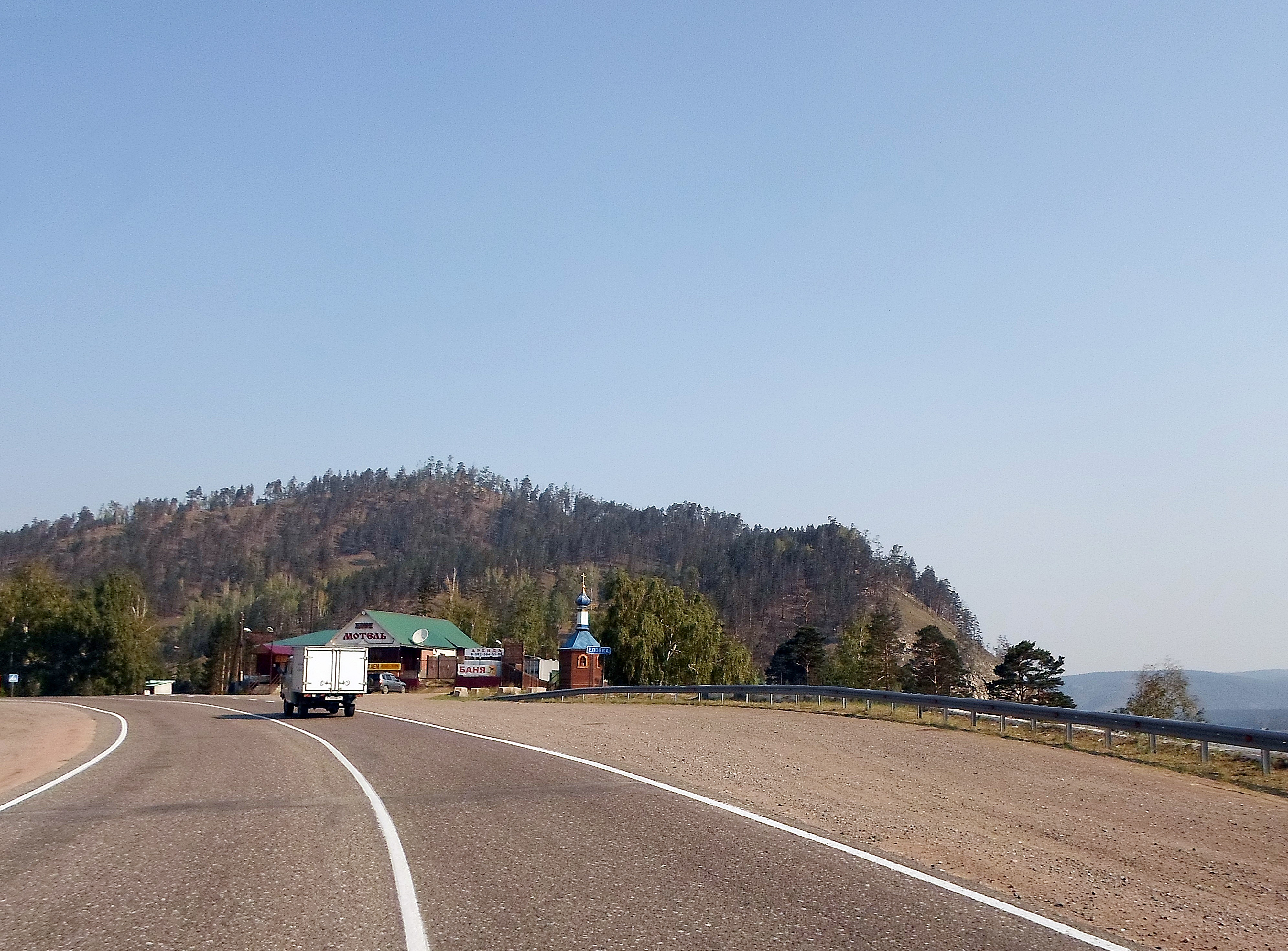
Федеральная автомагистраль «Байкал». Посёлок Еловка со стороны Улан-Удэ

Ело́вка (бур. Хасуурта) — посёлок в Прибайкальском районе Бурятии. Входит в сельское поселение «Татауровское».

## География
Первый населённый пункт Прибайкальского района со стороны города Улан-Удэ (расстояние до которого 30 км) по федеральной автомагистрали Р258 «Байкал». Расположен в 35 км к юго-западу от районного центра, села Турунтаево, на левом берегу реки Селенги, по её притоку речке Еловке, к югу от перевала Мандрик. По восточному краю посёлка, вдоль берега Селенги, проходит Транссибирская магистраль с находящимися здесь остановочными пунктами — 5613 км (Еловка) и Колос. К юго-востоку от посёлка находится садоводческое товарищество «Колос».

## Население
| 2002 | 2010 |
| ---- | ---- |
| 353  | ↘320 |

## Экономика
Заготовка и переработка древесины.

## Достопримечательности
Рядом имеется родник и часовня.